# Terastia africana
Terastia africana is een vlinder uit de familie van de grasmotten (Crambidae), uit de onderfamilie van de Spilomelinae. De wetenschappelijke naam van deze soort is voor het eerst voorgesteld door Andrei Sourakov in een publicatie uit 2015.

## Verspreiding
De soort komt voor in Gambia, Mali, Liberia, Kameroen, Gabon, Congo-Kinshasa, Kenia, Rwanda, Malawi, Zimbabwe, Zuid-Afrika en Mahé.

## Waardplanten
De rups maakt een gaatje in jonge scheuten van:
- Fabaceae
  - Erythrina abyssinica
  - Erythrina caffra
  - Erythrina mitis
  - Erythrina variegata
- Rubiaceae
  - Coffea sp.